# 海野徹
海野 徹（うんの とおる、1949年（昭和24年）4月21日 ‐ ）は、日本の政治家。元参議院議員（1期）。

## 経歴

### 生い立ち
静岡県静岡市葵区内牧の茶農家に生まれる。静岡県立静岡高等学校、静岡大学人文学部経済学科卒業。静岡大卒業後、住友生命保険に入社。

### 地方議員へ
1979年、住友生命保険を退社。静岡市議会議員選挙に立候補し、初当選。1983年には静岡市議選には立候補せず、静岡県議会議員選挙に鞍替えし、当選。1995年の県議選でも再選を果たした。

### 参議院議員へ
1998年、静岡県議を辞職。第18回参議院議員通常選挙に無所属で静岡県選挙区から立候補し、同区トップ当選を果たした。なおこの選挙で自由民主党は現職の木宮和彦、新人の山下善彦の2名を擁立したが、海野に次ぐ2位で山下が当選し、木宮は3位で落選した。1999年に民主党に入党。2003年、参議院環境委員長に就任。
2004年の第20回参議院議員通常選挙に民主党公認で静岡県選挙区から立候補したが、自民党新人の坂本由紀子、民主党新人の藤本祐司の後塵を拝し、得票数3位で落選した。なお自民党現職の山下も、新人の坂本に敗れている。

### 2007年静岡市長選挙
2007年4月、市町村合併後初の静岡市長選挙に立候補したが、現職の小嶋善吉に敗れた。しかし、旧静岡市の葵区、駿河区の選挙区では得票数で上回り、得票数も1303票差で、惜敗率は99.1%に達した。

### 2009年静岡県知事選挙
2月23日、静岡の茶畑を背景に立候補記者会見を行った。キャッチコピーは「県民主義、脱官僚」。6月2日、他の候補者に先立ってマニフェストを発表した。マニフェストの中では、「全国2位の県職員の給与引き下げ」「個人県民税の10%減税」を掲げる。後にみんなの党を結党する渡辺喜美とともに行政改革の必要性を訴える。渡辺の夫人も応援に参加。
中日新聞の紙上討論で坂本由紀子に対して私のしごと館に関するハコモノ政策を問いただした。同じく同紙上対論で川勝平太に対してラスパイレス指数全国2位の公務員給与の引き下げの是非を問いただした。同紙上対論では川勝の質問に対して、川勝が石川前知事のアドバイザーであった事実を指摘している。
民主党は候補者の一本化を目指したが失敗に終わり、同党は川勝を推薦した。このため、民主支持層の一部は海野を支持する。しかし、7月5日の投開票では川勝、坂本に次ぐ3位に終わった。ただし、出身地の静岡市葵区では、得票数がトップであった。
2010年の第22回参議院議員通常選挙では、みんなの党を支援した。

### 2011年静岡市長選挙
2011年4月10日の統一地方選挙で実施された静岡市長選挙に立候補。河村たかし名古屋市長が代表を務める地域政党減税日本の公認を受けるも、無所属の田辺信宏に敗れ落選。その後政界引退を表明。2012年11月には鈴木望や静岡県議らと共に静岡維新の会（旧日本維新の会の友好団体）の立ち上げに尽力するが、同党への参加は見送った。

### 叙勲
2019年5月21日発令の春の叙勲で、旭日中綬章を受章。

## 政策・主張
- 選択的夫婦別姓導入に「どちらかと言えば賛成」としている[6]。
- 経済的な観点から静岡空港の開港見直しを主張。
- 当初は静岡空港を浅羽沖に建設する案を推進していたが、のちに開港の見直しを求める姿勢に転じた。
- 静岡県の医者の数が人口比で全国41位であるため、静岡県中東部での医科大学の設立を主張。
  - 医大・メディカルスクール誘致のための運動を立ち上げ、2万人の署名を得た。

## 人物
- 家族は母、妻、1男3女。
- 趣味は学生時代に始めた野球で、長嶋茂雄のファンである。静岡大学4年生だった1971年には全日本大学野球選手権大会全国大会に出場した。
- かつて所属していた民主党の支持組織の一つである連合に対しては批判的な立場である。

## 著書
- 「群れず こびず ひるまず」 幻冬舎ルネッサンス 2006年03月 ISBN 4779000378